# Onciale 0147
- Papyrus
- Onciale
- Minuscules
- Lectionnaire

Le Codex 0147, portant le numéro de référence 0147 (Gregory-Aland) ε 38 (von Soden), est un manuscrit du Nouveau Testament sur parchemin écrit en écriture grecque onciale.

## Description
Le codex se compose de une folio. Il est écrit en deux colonnes, de 24 lignes par colonne. Les dimensions du manuscrit sont 32 x 24 cm. Les experts datent ce manuscrit du VIe siècle,. 
C'est un manuscrit contenant le texte incomplet de l'Évangile selon Luc (6,23-35). 
Le texte du codex représenté type mixte. Kurt Aland le classe en Catégorie III. 
Lieu de conservation
Il fut conservé à la Qubbat al-Khazna à Damas en Syrie. Place actuelle du logement est inconnue.